# Saison 3 de La Stagiaire
Chronologie
Saison 2 Saison 4
Cet article présente le guide des épisodes de la troisième saison de la série télévisée franco-belge La Stagiaire créée par Isabel Sebastian et Laurent Burtin. Elle est diffusée en 2017 (les quatre premiers épisodes en Suisse) et 2018.

## Distribution

### Acteurs principaux
- Michèle Bernier : Constance Meyer
- Antoine Hamel : Juge Boris Delcourt
- Géraldine Loup : Fanny Pelletier, la greffière
- Rémi Pedevilla : Capitaine Sentier (épisode 2)
- Soraya Garlenq : Capitaine Nadia Saïdi (à partir de l'épisode 3)
- Nicolas Marié : Procureur Vladimir Quiring
- Anne Décis : Corinne, la secrétaire du Procureur Quiring
- Philippe Lelièvre : Barthélemy dit « Barth » Meyer, mari de Constance
- Clément Moreau : Antoine Meyer, fils de Constance et Barth
- Lélia Nevert : Rebecca, la petite-amie d'Antoine et mère de son fils
- Jeanne Lambert : Alice Meyer, fille de Constance et Barth
- Valérie Stroh : Anna Delcourt, la mère de Boris

## Épisodes
Sauf indication contraire, les informations mentionnées dans cette section peuvent être confirmées par la base de données cinématographiques IMDb,  présente dans la section « Liens externes ».

### Épisode 1: Disparues
- Suisse : 28 novembre 2017 sur RTS Un
- Belgique : 1er février 2018 sur La Une
- France : 27 février 2018 sur France 3
- Italie : 14 juin 2018

- Laurent Fernandez : Éric Brunet
- Agathe Dronne : Sylvie Brunet
- Phénix Brossard : Quentin Brunet
- Margot Kappes : Jennifer Marland
- Oscar Copp : Mickaël Rocca
- Romane Libert : Paloma

### Épisode 2: Maternité
- Suisse : 28 novembre 2017 sur RTS Un
- Belgique : 1er février 2018 sur La Une
- France : 27 février 2018 sur France 3
- Italie : 14 juin 2018

- Natalia Dontcheva : Jelena
- François Caron : Philippe Lalande
- Florence Maury : Françoise Lalande
- Marion Gomez-Abascal : Chloé Lalande
- Mathieu Bonfils : Hugo
- Amélie de Vautibault : La bénévole de l'association

### Épisode 3: Une famille sans histoire
- Suisse : 22 décembre 2017 sur RTS Un
- Belgique : 8 février 2018 sur La Une
- France : 6 mars 2018 sur France 3
- Italie : 21 juin 2018

- Gabrielle Atger : Jeanne Redon
- Louis Duneton : Timothée Redon
- Thierry Nenez : Simon Gallois
- Christophe Grégoire : Patrick Carmel
- Béatrice Michel : Solange Redon, la mère de Paul
- Dominique Ratonnat : Jacques Redon, le père de Paul
- Nathalie Dodivers : Sophie Liégent
- Anna Mattenberger : Esther Lagrange
- Guillaume Cloud Roussel: Lucas

### Épisode 4: Le Pensionnat
- Suisse : 22 décembre 2017 sur RTS Un
- Belgique : 8 février 2018 sur La Une
- France : 6 mars 2018 sur France 3
- Italie : 21 juin 2018

- Athalia Routier : Lucie Manneure
- Edith Saulnier : Victoire Ledoyen
- Thomas Baillet : Thibault Lacourt
- Manon Chevallier : Emma de Lisle
- Jean-Marc Michelangeli : M. Ledoyen, le père de Victoire
- Laurence Cormerais : Marie Ledoyen

### Épisode 5: Coupables
- Belgique : 15 février 2018 sur La Une
- Suisse : 8 mars 2018 sur RTS Un
- France : 13 mars 2018 sur France 3
- Italie : 28 juin 2018

- Nicolas Wanczycki : Rémi Bruder
- Gaspard Meier-Chaurand : Loïc Venturi
- Angèle Lemort : Laura Bruder
- Frédérique Tirmont : Marie Gireaux
- Arsène Jiroyan : M. Schmidt
- Amandine Thomazeau : Céline Combas

### Épisode 6: Bulle d'air
- Belgique : 15 février 2018 sur La Une
- Suisse : 8 mars 2018 sur RTS Un
- France : 13 mars 2018 sur France 3
- Italie : 28 juin 2018

- Patrick Guérineau : Fred Létang
- Sören Prévost : Antoine Rivière
- Alexandre Carrière : Philippe Monnin
- Blandine Papillon : Sonia Lopez
- Émilie Deville : Coralie Létang
- Isabelle de Botton : Martine Martel

### Épisode 7: Liberté provisoire
- Belgique : 22 février 2018 sur La Une
- Suisse : 17 mars 2018 sur RTS Un
- France : 20 mars 2018 sur France 3
- Italie : 5 juillet 2018

- Isabelle de Botton : Martine Martel
- Benoît Giros : Sylvain Perray
- Guillaume Durieux : Luc Moreau
- Cécile Peyrot : Stéphanie Moreau
- Yanis Richard : Alexis Moreau
- Louane Fruttero : Lydie Moreau
- Thomas Walch : Laurent Carvin
- Cyrielle Voguet : Sara Carvin
- Salomé Deleu : Lou Carvin
- Émilie Piponnier : la juge Bercot
- Théo Gerey : Hugo Perray

### Épisode 8: Un cœur en or
- Belgique : 22 février 2018 sur La Une
- Suisse : 17 mars 2018 sur RTS Un
- France : 20 mars 2018 sur France 3
- Italie : 5 juillet 2018

- Catherine Davenier : Dominique Mauville
- Hubert Saint-Macary : Matthias Langevin
- Yves Collignon : Marc Mauville
- Gérard Dubouche : Gilles Dumont
- Théo Bertrand : Romain
- Thibault Villette : Jordan
- Dominique Hollier : Danielle, la mère de Rebecca